# Zkáza lodi Gustloff
Zkáza lodi Gustloff (v německém originále Die Gustloff) je německý dvoudílný televizní film z roku 2008. Historické katastrofické drama natočil režisér Joseph Vilsmaier podle scénáře Rainera Berga. Příběh je založen na skutečných událostech potopení lodi Wilhelm Gustloff, při němž v lednu 1945 přišlo o život na 9 tisíc lidí. Před tímto počinem se tématu věnoval snímek Nacht fiel über Gotenhafen z roku 1959. Zkázu lodi Gustloff natočila postupimská firma Ufa a německá televize ZDF. V hlavních rolích se představili Kai Wiesinger, Valerie Niehaus, Heiner Lauterbach a také režisérova manželka Dana Vávrová, pro niž to byla poslední filmová role. Televizní premiéra se uskutečnila 2. března 2008, ještě předtím film promítala řada německých kin.

## Děj
Film vypráví příběh největší námořní katastrofy v dějinách, při níž zahynulo šestkrát více lidí než při potopení Titanicu. Na březích Baltského moře čekaly zástupy německých utečenců, z nichž část měla převézt velkokapacitní civilní osobní loď Wilhelm Gustloff z východopruského Gotenhafenu (dnešní polské Gdyně) do německého Kielu. V lednu 1945 však byla zasažena třemi sovětskými torpédy a v mrazivých vodách se začala ihned potápět i s desetitisícem lidí na palubě.

## Postavy a obsazení
| Kai Wiesinger         | Hellmut Kehding           |
| Valerie Niehaus       | Erika Galetschky          |
| Heiner Lauterbach     | Harald Kehding            |
| Dana Vávrová          | Lilli Simoneit            |
| Michael Mendl         | kapitán Johannsen         |
| Karl Markovics        | korvetní kapitán Petri    |
| Francis Fulton-Smith  | korvetní kapitán Leonberg |
| Nicolas Solar Lozier  | Heinz Schön               |
| Detlev Buck           | Hagen Koch                |
| Ulrike Kriener        | Berta Burkat              |
| Gerald Alexander Held | Escher                    |